# Albert Ruskin Cook
Sir Albert Ruskin Cook (Hampstead, 22 marzo 1870 – Kampala, 23 aprile 1951) è stato un medico britannico che svolse la propria attività come missionario in Uganda dove fondò gli ospedali di Mulago e Mengo. Assieme alla moglie Katharine Cook fondò una scuola per personale da adibire alle pratiche infermieristiche dei reparti di maternità.

## Biografia

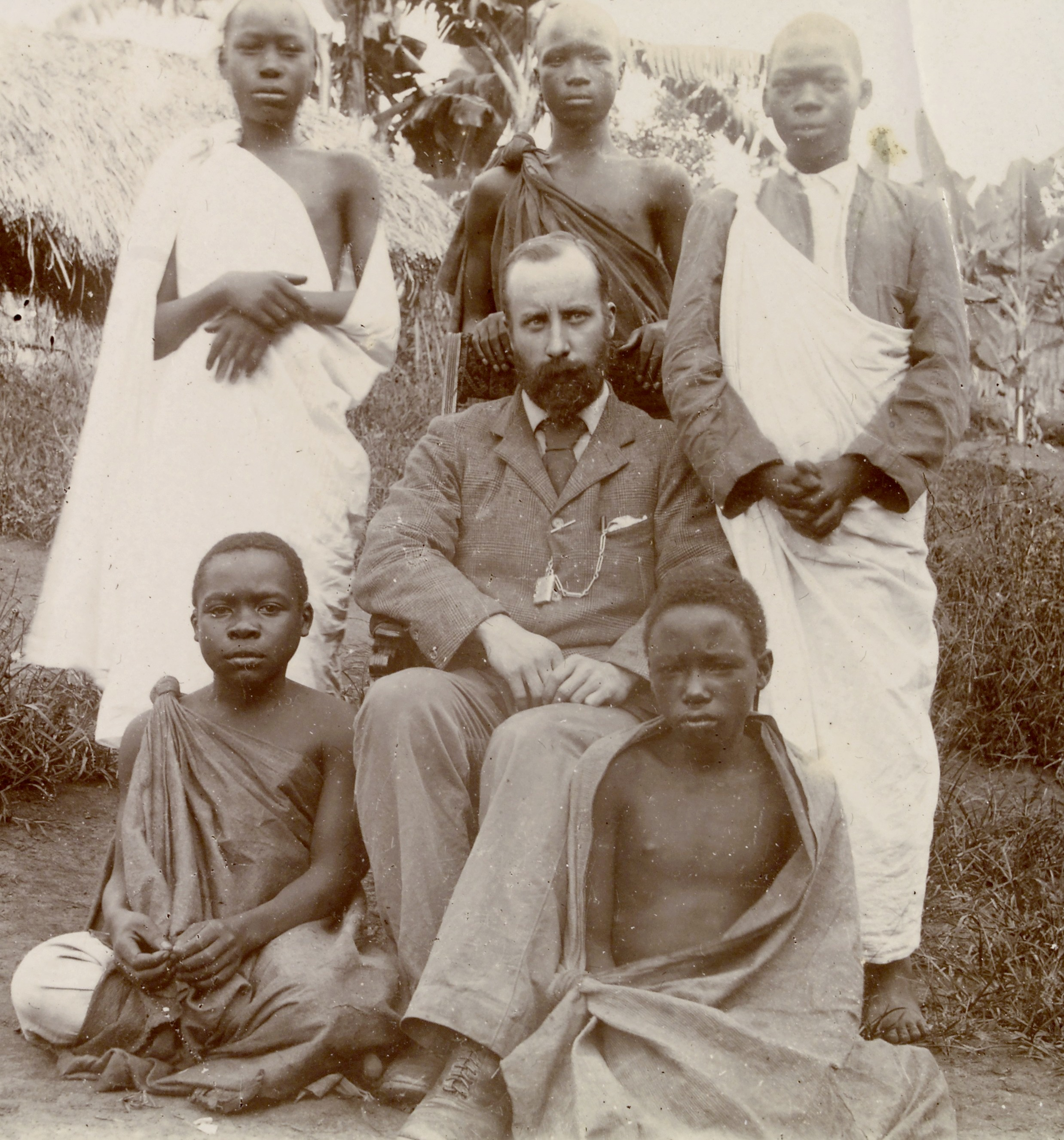
Albert Ruskin Cook in Uganda, 1897

Figlio del Dr. W.H. Cook e Harriet Bickersteth Cook, si laureò in arte al Trinity College di Cambridge nel 1893 e in medicina al St Bartholomew's Hospital di Londra nel 1895. Nel 1901 divenne dottore in medicina.
Nel 1896, Albert Cook si recò in Uganda con una missione della Church Missionary Society e nel 1897 fondò il Mengo Hospital, oggi il più antico ospedale dell'Africa orientale. Sposò Katharine Timpson, un'infermiera missionaria, nel 1900, dalla quale ebbe due figlie e un figlio.
Katharine Timpson, che successivamente divenne Lady Katharine Cook, fu direttrice dell'Ospedale di Mengo (1897–1911), sovrintendente generale delle ostetriche, e ispettrice dei centri ostetrici del paese. Partecipò, assieme al marito, alla fondazione della scuola di formazione Lady Coryndon per la maternità e fondò il Nurses Training College nel 1931. 
Sir Albert Cook si distinse tra i medici missionari per i suoi sforzi diretti a formare gli africani quali operatori sanitari qualificati. Lui e sua moglie aprirono una scuola per ostetriche a Mengo e pubblicarono un manuale di ostetricia in lingua locale (Amagezi Agokuzalisa, pubblicato da Sheldon Press, Londra). Albert Cook iniziò la formazione di assistenti medici africani a Mulago durante la prima guerra mondiale, e nel 1920, incoraggiò l'apertura di un collegio medico che inizialmente addestrò gli africani al livello definito dal governo coloniale come "sotto-assistente chirurgo asiatico". La scuola crebbe fino a diventare una vera e propria scuola di medicina. 

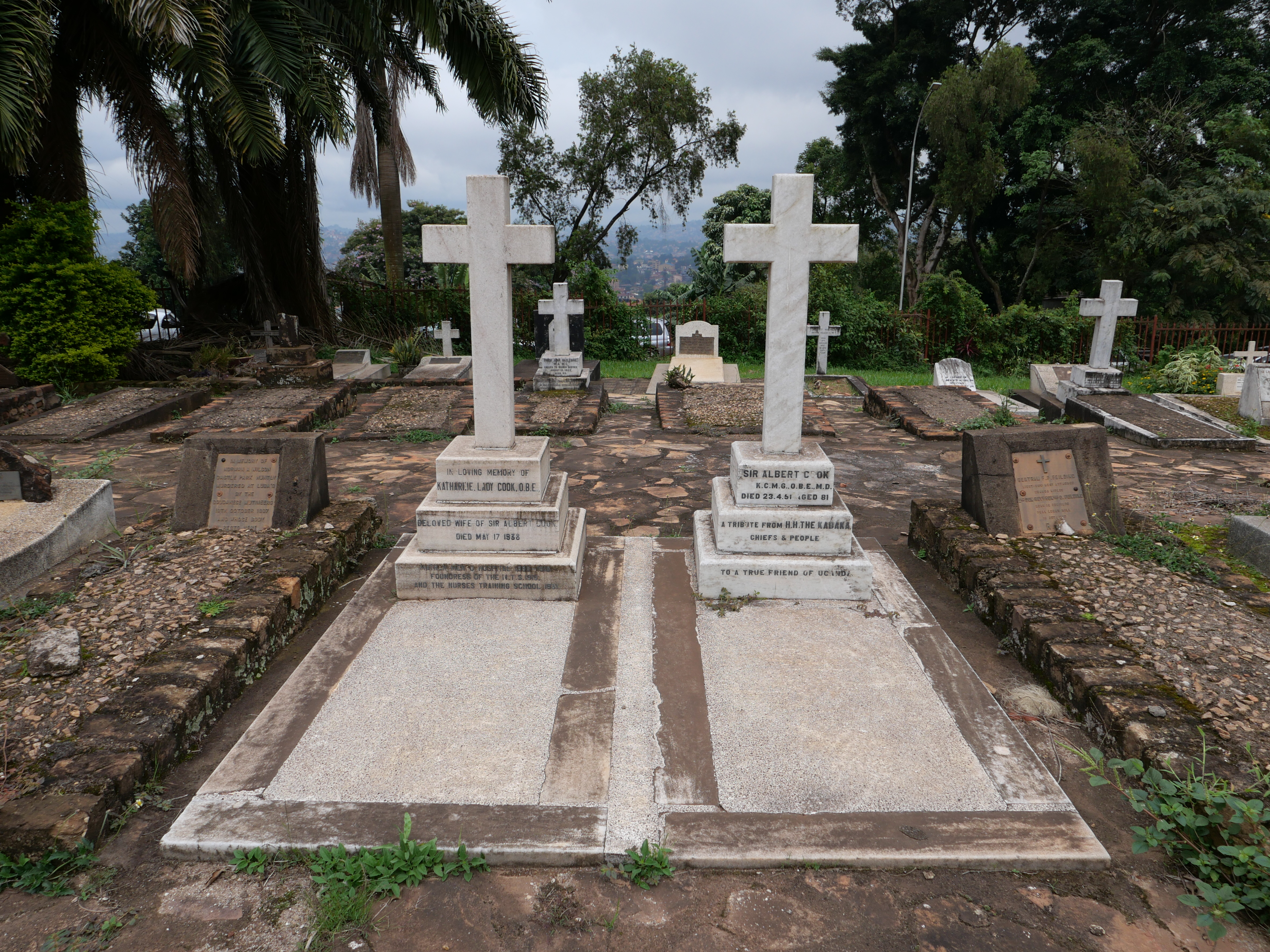
La tomba di Cook, al centro a destra, accanto a quella di sua moglie nel 2024.

Albert Cook istituì un centro per il trattamento delle malattie veneree e malattia del sonno nel 1913, che in seguito divenne il Mulago Hospital. Fu presidente della sede in Uganda della British Medical Association (BMA) tra il 1914 e il 1918, e durante questo periodo fondò una scuola per assistenti medici africani. Ha ricevuto l'onorificenza dell'Ordine dell'Impero Britannico nel 1918, l'Ordine di San Michele e San Giorgio e venne nominato sir nel 1932. Nel 1936-1937, fu nuovamente presidente della BMA (sede dell'Uganda). 

Lady Cook morì nel 1938 e Sir Albert il 23 aprile 1951 a Kampala. Entrambi furono sepolti nel cimitero della cattedrale di St. Paul a Namirembe. La sua lapide porta l'iscrizione:    
"A TRIBUTE FROM H.H. THE KABAKA; CHIEFS & PEOPLE TO A TRUE FRIEND OF UGANDA" 

("UN OMAGGIO DA S.S. IL KABAKA; CAPI E POPOLO A UN VERO AMICO DELL'UGANDA")